# Lom u Tachova
Lom u Tachova là một làng thuộc huyện Tachov, vùng Plzeňský, Cộng hòa Séc.